# Windsorstoel
Een Windsorstoel is een houten stoel met rugleuning en poten van gedraaide spijlen, en een zadelvormige zitting. Het onderstel is verstevigd met gedraaide dwarsverbindingen. Het type stoel komt voor in verschillende variaties, met en zonder armleuningen en als schommelstoel.

## Kenmerken
Ze worden gemaakt van houtsoorten als grenen, essen, iepen, esdoorn, wilgen, beuk, soms in combinaties van deze houtsoorten. De lichte constructie is geheel gedaan met eenvoudige pen-en-gatverbindingen. De rugleuning heeft vaak een doorgaande topboog van gestoomd hout. Het oudere 'kamtype' had lichtgekromde horizontale toplat. De bovenzijde van de afgeronde zitting toont meestal een zadelvormig reliëf. De stoelen werden vaak afgewerkt met verschillende lagen verf maar worden tegenwoordig ook simpelweg transparant gelakt.

## Geschiedenis
De techniek voor het maken van deze stoelen werd waarschijnlijk overgenomen van wagen- en radmakers; dezen waren het meest vertrouwd met het maken van houten spaken. 
Een vroeg productiecentrum van deze 'harpstoelen' lag rond 1724 in de omgeving van High Wycombe in Engeland, waar tegenwoordig een klein stoelenmakersmuseum bestaat met voorbeelden van vroege modellen. 
Ze werden vanuit Windsor over de Theems naar Londen verscheept en vonden al in 1726 verspreiding naar de VS. 
Variaties op dit stoeltype werden in het begin van de 20e eeuw ook ontworpen en geproduceerd door de firma Thonet in Wenen.
In Hampton New Hampshire in de VS bestaat een cursuscentrum, het Windsor Institute, waar houtbewerkers vanuit de gehele wereld in een vijfdaagse cursus worden ingewijd in de kunst van het maken van Windsor stoelen. 

## Afbeeldingen

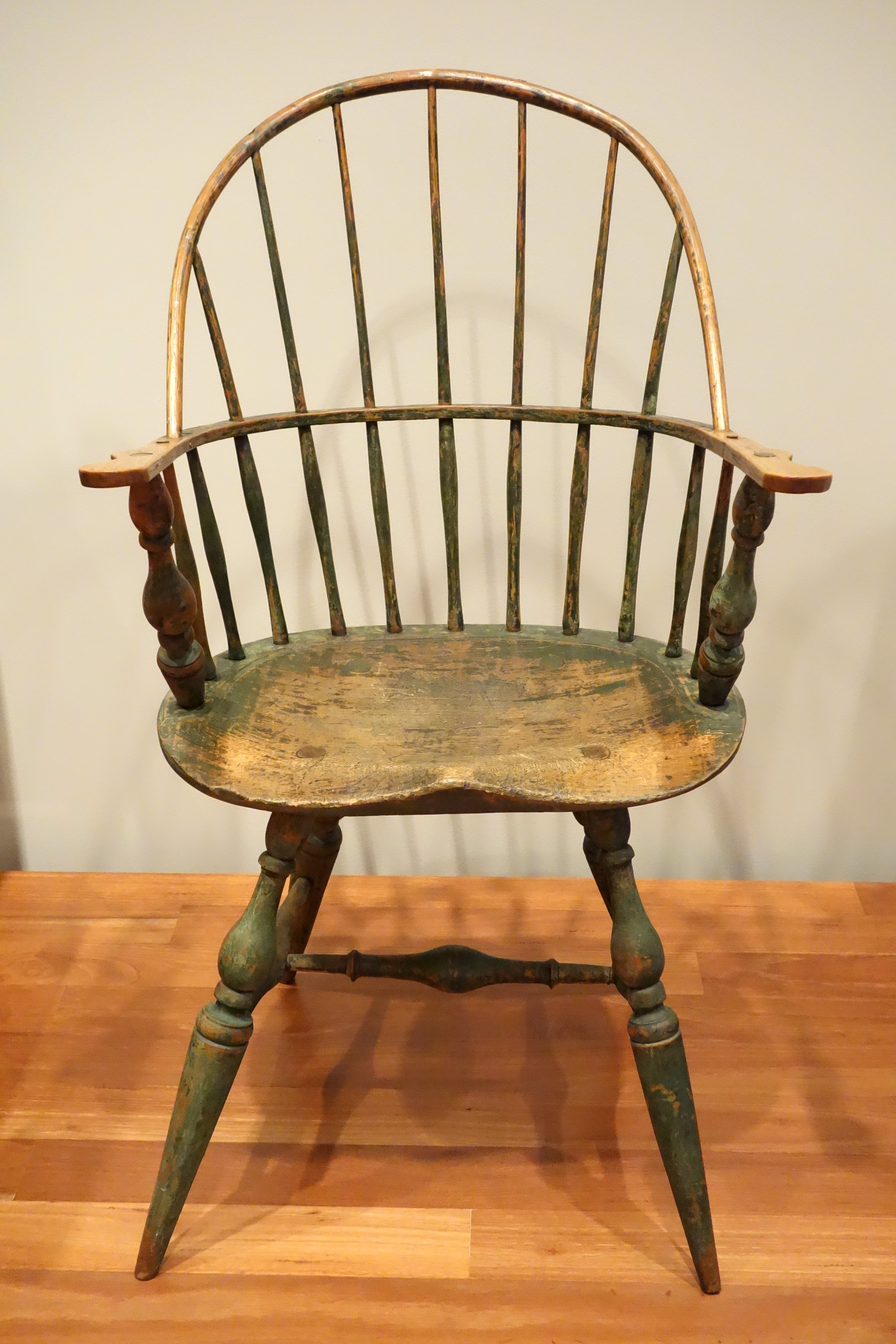
Dubbele boogrug
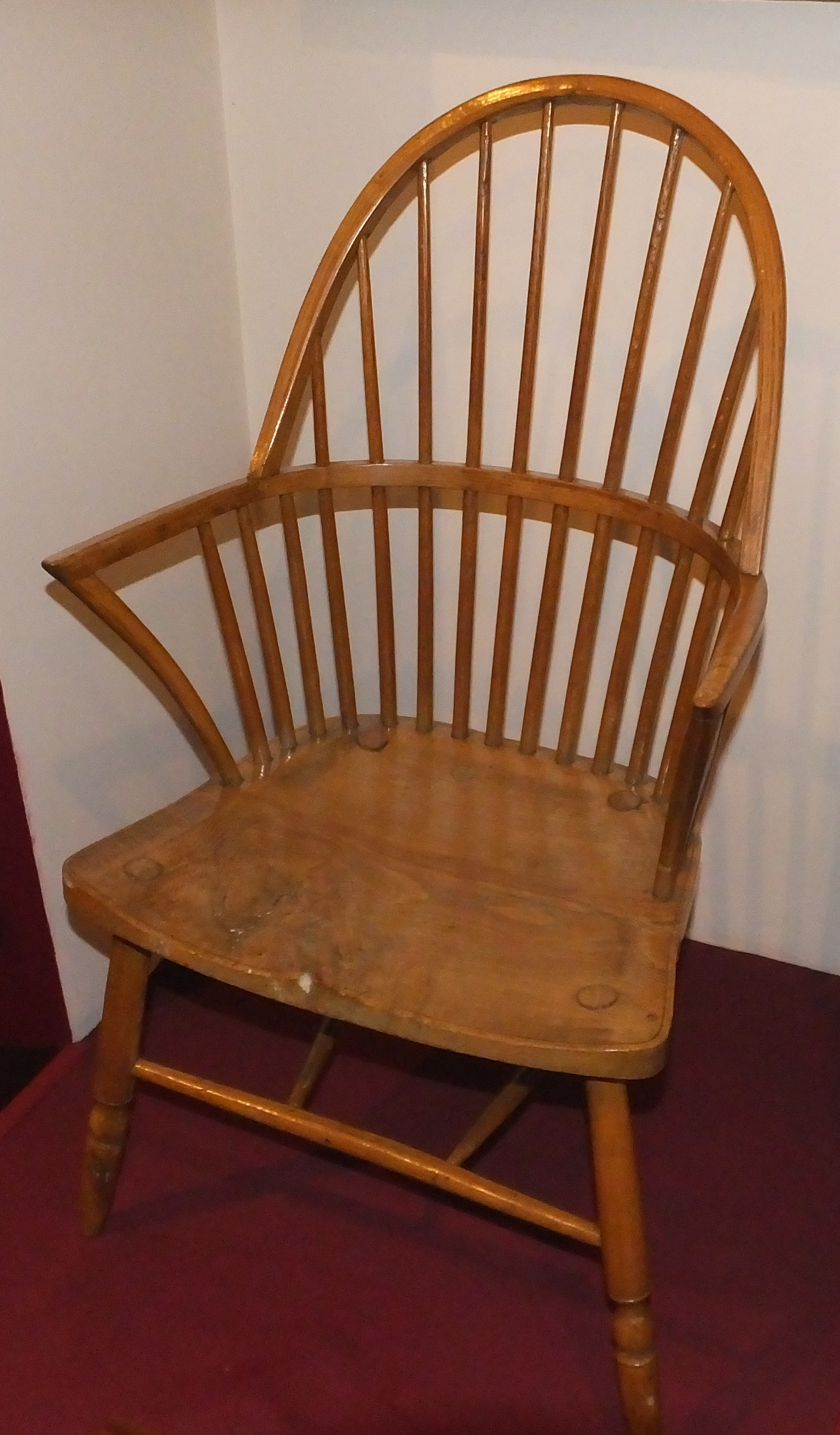
Dubbele boogrug
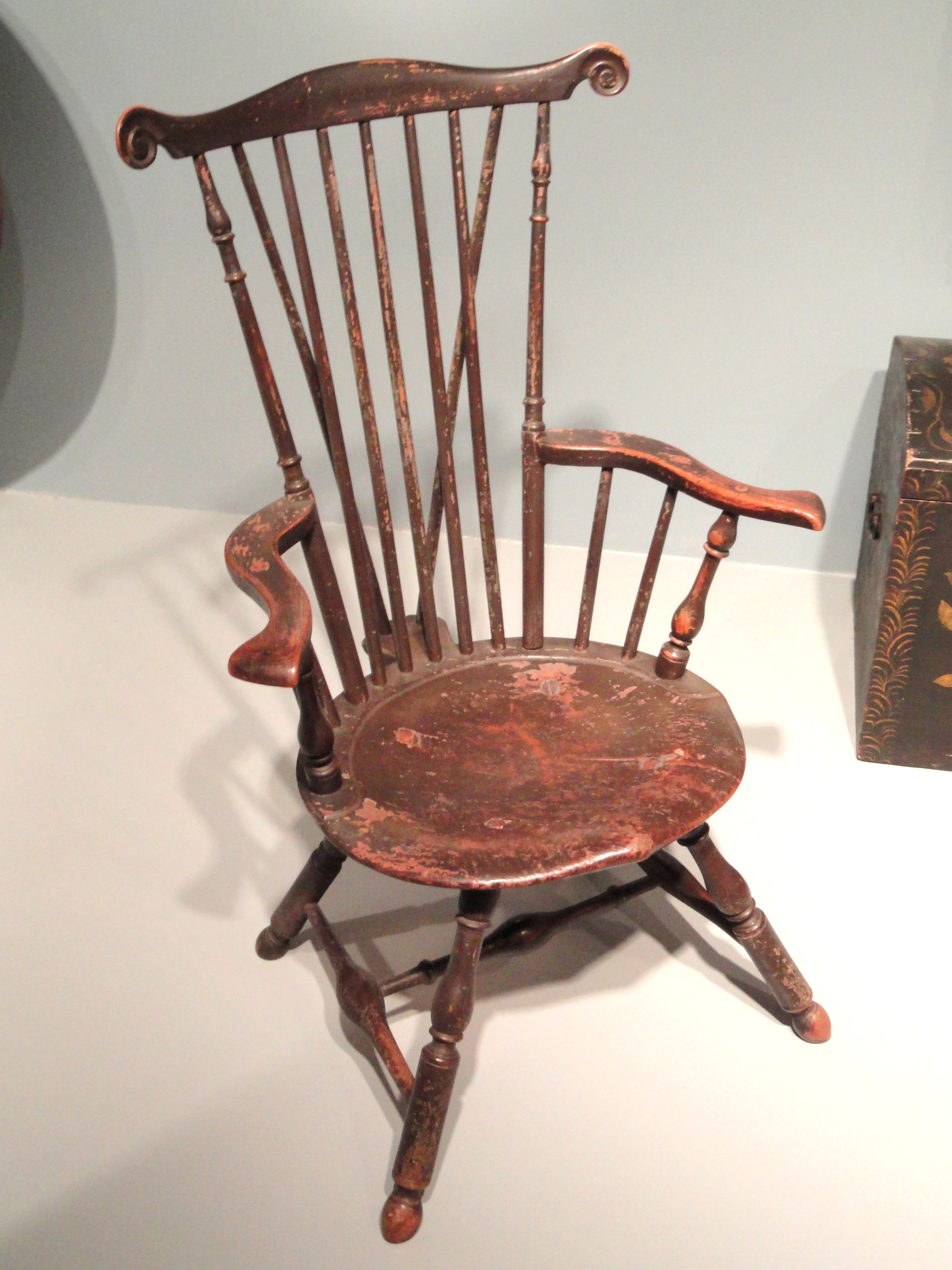
Kamrug
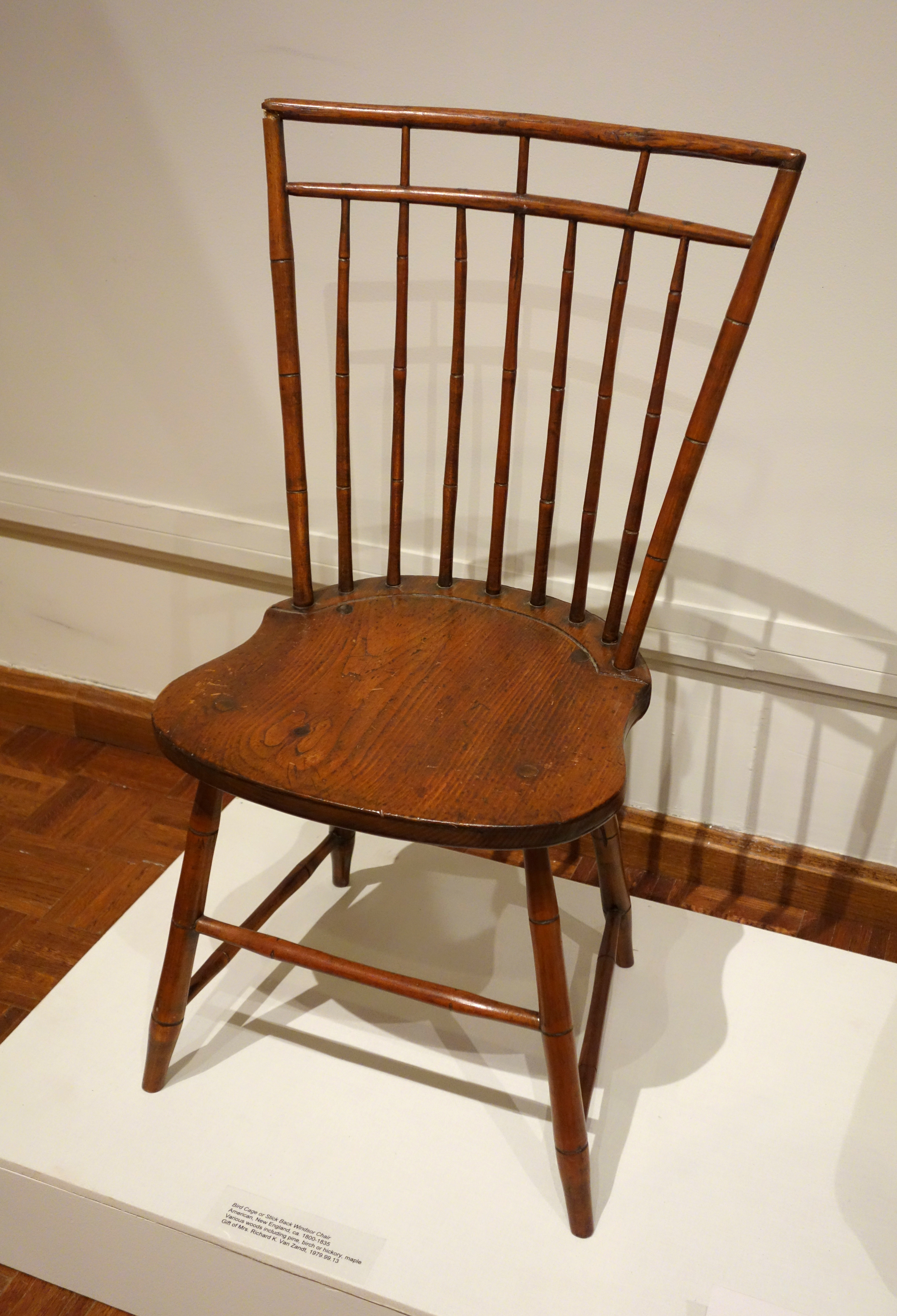
Vogelkooirug